# Симонов Михайло Петрович
Михайло Петрович Симонов (19 жовтня 1929, Ростов-на-Дону — 4 березня 2011, Москва) — радянський і російський авіаконструктор, генеральний конструктор «ДКБ Сухого» з 1983. Працюючи в ОКБ, брав участь у створенні бомбардувальника Су-24, штурмовика Су-25, керував будівництвом спортивних літаків марки «Су», але найбільше відомий як один з головних конструкторів винищувача Су-27 і деяких його модифікацій.

## Біографія
Михайло Симонов народився 19 жовтня 1929 в Ростові-на-Дону. Батьки, Симонова (Погребнова) Віра Михайлівна і Симонов Петро Васильович, після закінчення Ростовського університету в 1933 переїхали в підмосковний селище Биково для навчання батька в аспірантурі МДУ. Новий будинок Симоновим містився за декілька кілометрів від Биковського аеродрому і можна було спостерігати як злітають і сідають літаки.
В Алма-Аті, куди батька розподілили після навчання, Михайло займався в авіамодельному гуртку, де побудував перші моделі планерів, до рук вперше потрапили журнали «Техника — молодежи», «Самолет». І саме тут вперше проявився потяг до авіації.
Почалася Німецько-радянська війна. У званні лейтенанта Петро Симонов відправився на фронт. Під час Сталінградської битви він загинув.
Після війни осиротіла родина переїжджає в Каменськ-Шахтинський Ростовської області, де жили мамині батьки. Там Михайло закінчує середню школу.
Михайло не міг залишити хвору маму і тому замість Московського авіаційного інституту (МАІ) вступив у ближчий Новочеркаський політехнічний інститут. Спеціальність була далека від авіації — «проектування і експлуатація автомобілів». До третього курсу став Сталінським стипендіатом, активно займався велосипедним спортом.
Під час навчання послав свої документи в МАІ, отримав відмову, після чого вибір припав на Казанський авіаційний інститут (КАІ), куди і був зарахований на 4 курс. У 1953 при КАІ створили спочатку планерний гурток, а потім, в 1956, перетворили його у Студентське конструкторське бюро (СКБ). Основним організатором і розробником став недавній випускник КАІ Михайло Симонов.
На базі СКБ був створений перший в країні ОКБ спортивної авіації, де Михайло був головним конструктором і одночасно інструктором і льотчиком-буксировщиком авіаспортклубу. В ОКБ спортивної авіації під керівництвом Симонова були створені перші в СРСР суцільнометалеві рекордні планери КАІ-11, КАІ-12, КАІ-14, КАІ-17, КАІ-19.
У 1969 був переведений з Казані до Москви, призначений заступником головного конструктора у Долгопрудненському КБ автоматики. Через дев'ять місяців переведений на роботу в Ухтомську філію Московського машинобудівного заводу під керівництвом Роберта Бартіні.
Ще через кілька місяців Симонов був призначений на посаду заступника головного конструктора в ДКБ Сухого з завданням завершити доведення фронтового бомбардувальника Су-24. Перебуваючи на цій посаді, з 1970 по 1979 він керував льотними випробуваннями та доведенням фронтового бомбардувальника Су-24, штурмовика Су-25, з 1976 по 1979 був головним конструктором винищувача-перехоплювача Су-27.
У 1979—1983 працював заступником міністра авіаційної промисловості.
З 1983 Михайло Симонов генеральний конструктор «ДКБ Сухого», під його керівництвом створені різні модифікації Су-27. Після «перебудови», коли фінансування з боку держави зменшилася, став ініціатором часткового переведення роботи ОКБ на «комерційні рейки». Спочатку позабюджетні кошти з'явилися за рахунок продажу за кордон спортивних «акробатичних» літаків. Потім, після розпаду Радянського Союзу і різкого скорочення держоборонзамовлення та фінансування, за кордон (Індія, Індонезія, Малайзія, Китай та інші країни) стали поставлятися і бойові літаки.
Помер 4 березня 2011 внаслідок важкої хвороби.

## Нагороди та звання
- Герой Російської Федерації (1999)
- Кавалер ордена Трудового Червоного Прапора
- золота медаль ім. В. Г. Шухова
- Лауреат Ленінської (1974) і двох Державних премій СРСР (за літаки Су-26 і Су-27)
- Доктор технічних наук, професор Московського авіаційного інституту, дійсний член Міжнародної та Російської інженерних академій, Російської академії авіації та повітроплавання